# اس‌تی‌اس-۴۵
اس‌تی‌اس-۴۵(به انگلیسی: STS-45) یکی از مأموریت‌های شاتل فضایی در سال ۱۹۹۲ و با استفاده از شاتل فضایی آتلانتیس  بود. این ۴۶امین مأموریت شاتل فضایی و یازدهمین ماموریت شاتل آتلانتیس بود . 